# Marchio unico nazionale
Il marchio unico nazionale è un marchio collettivo italiano depositato che si costituisce quale emblema identificativo delle produzioni, dei prodotti e dell'offerta italiana.
È un marchio identificativo della certificazione volontaria d'origine e tipicità italiana. L'utilizzo del marchio unico nazionale è soggetto ad autorizzazione ufficiale rilasciata dall'Organismo Erogante Principale a seguito del positivo esito delle verifiche effettuate da parte dell'Organismo di certificazione, riconosciuto da Accredia, che determina la corrispondenza del soggetto richiedente e dei prodotti o produzioni di cui si è richiesta la certificazione ai protocolli, alle disposizioni e prescrizioni previste nel regolamento generale governante la certificazione.